# Wincenty Grabarczyk
Wincenty Grabarczyk (ur. 19 sierpnia 1931 w Uhryniu, zm. 13 maja 2023 w Warszawie) – polski aktor, reżyser teatralny i dyrektor teatrów.

## Życiorys
W 1953 ukończył Katowickie Studio Dramatyczne, a już rok wcześniej 6 listopada 1952 debiutował na deskach Teatru Śląskiego. Od zakończenia edukacji w kolejnych latach był aktorem teatrów:
- 1952–1959, 1965–1968 – Teatr Śląski w Katowicach
- 1959–1961, 1963–1965, 1968–1986, 1998–2001 – Teatr Nowy w Zabrzu
- 1961–1963 – Teatr Zagłębia w Sosnowcu
- 1986–1993 – Teatr Wybrzeże w Gdańsku

Od 2001 do śmierci grał na deskach Teatru Kwadrat w Warszawie. W latach 1993–1996 był dyrektorem artystycznym w zabrzańskim Teatrze Nowym.
Był ojcem aktora, Andrzeja Grabarczyka. Został pochowany na cmentarzu w Legionowie.

## Filmografia

### Filmy
- 1955 – Zaczarowany rower, jako Jan Strzałka
- 1982 – Jest mi lekko
- 1984 – Ultimatum, jako Wincenty Mrożek
- 1989 – Urodzony po raz trzeci
- 1991 – Niech żyje miłość
- 2001 – Angelus, jako sekretarz

### Seriale
- 1982 – Dom odc. 8
- 1982 – Odlot, jako Jan Misiak, pracownik narzędziowni
- 1982 – Blisko, coraz bliżej odc. 5, 6, jako Antoni Pasternik, syn Franciszka
- 1989 – Gdańsk 39
- 2005 – 2018 Klan, jako Jeremiasz Bałucki
- 2003 – Lokatorzy odc. 153, jako dziadek Jacka Przypadka
- 2008 – Niania odc. 91, jako Emeryt

## Odznaczenia państwowe
- 1968 – Srebrna Odznaka Zasłużony dla Województwa Katowickiego
- 1974 – Złoty Krzyż Zasługi
- 1979 – Krzyż Kawalerski Orderu Odrodzenia Polski

## Nagrody i wyróżnienia
- 1960 – Wyróżnienie na I FPSW we Wrocławiu za rolę Nicka w Marii Stuart
- 1970 – Czarne Diamenty – od redakcji Wiadomości Zagłębia za tytułową rolę w Świętoszku
- 1980 – Złota Maska (Śląsk) za rolę tytułową w Ryszardzie III Shakespeare’a
- 1984 – Złota Maska (Śląsk)
- 1995 – Medal im. Mariana Mikuły – Zasłużonemu dla Kultury Teatralnej
- 1996 – Złota Maska (Śląsk)